# Rosdorf (Dolna Saksonia)
Rosdorf – gmina samodzielna (niem. Einheitsgemeinde) w Niemczech, w kraju związkowym Dolna Saksonia, w powiecie Getynga.